# 제40회 모스크바 국제 영화제
제40회 모스크바 국제 영화제는 2018년 4월 19일에 열린 시상식이다.

## 수상 및 후보

### 경쟁부문
- 오장군의 발톱 - 김재한